# Franjevački samostan i crkva sv. Marije u Jajcu
Franjevački samostan i crkva sv. Marije bili su samostan i crkva bosanskih franjevaca u Jajcu. Crkva sv. Marije je temelj državnosti BiH, krunidbena, oprosna, zavjetna i najstarija crkva na ovim prostorima.
Nije sasvim sigurno kad je osnovan ovaj samostan u Jajcu. Pouzdano se zna da su franjevci u Jajcu početkom 15. stoljeća imali samostansku crkvu sv. Marije. Ona je kao romanička građevina nastala u 12. ili 13. stoljeću. Nije poznato kojem je svecu crkva bila prije posvećena. Franjevci su ovamo došli koncem 14. stoljeća i zatekli ju staru i ruševnu. 1404. su sagradili samostan i povjesničari su se slagali da su tad obnovili crkvu i namijenili ju Blaženoj Djevici Mariji. Literatura novijeg doba spominje Stanicu (Stanu) Radosalić, suprugu bogatog jajačkog trgovca, Radiča Radosalića koja u svojoj oporuci iz 1484. godine, zapisanoj u Splitu, tvrdi da je ona podigla crkvu sv. Marije u Jajcu. No crkva je sasvim izvjesno starija. U prvom ili drugom desetljeću 15. stoljeća obnovljena u gotičkom stilu. Prilikom pregradnje ostataka romaničke crkve u gotičku, ugrađena je rozeta u zapadnom zidu. Nije poznato ni tko je obnovio crkvu. Mnogo govori da su to napravili franjevci, jer im je trebala samostanska crkva, druge u blizini nije bilo, a već su imali tu ruševnu. Njezini su zidovi bili oslikani, a jedna sačuvana kompozicija ("mrtvački ples") tema je karakteristična za franjevačke srednjovjekovne crkve. Prema nekima crkvu je oslikao slikar Martin Petković. Do 1460-ih crkva je bila bez zvonika, ili je nekadašnji zvonik srušen. Novi je sagrađen kad su moći sv. Luke Evanđelista stigle u Jajce. God. 1460. – 63. uz crkvu je podignut toranj sv. Luke, koji je dobio takav naziv jer su se u crkvi tih godina čuvale moći sveca, što ih je tamo donijela kraljica Mara. Franjevci su uz ovu imali i crkvu sv. Katarine. Nju je vjerojatno dala sagraditi kraljica Katarina.
Nakon provale Turaka moći su prodane Mlečanima. Danas se one čuvaju u crkvi San Giobbe u Veneciji. Toranj je u donjem dijelu izveden u gotičkom stilu, dok su gornje tri galerije s romaničkim obilježjima. Nakon konačnog osvajanja Jajca 1527./1528. god., Turci su crkvu sv. Marije oteli od franjevaca, nisu ju ni kupili niti im ju je itko darovao, pregradili u džamiju, a toranj je služio kao minaret. Od crkve su danas preostale ruševine, dok je toranj sv. Luke u cijelosti očuvan.
Nakon osmanskog osvajanja Jajce je izgubilo na važnosti. Posljedica je bila da su u 17. st. zidovi jajačke utvrde uvelike osuli, veliki požar 1658. potpuno je uništen i poslije tek donekle popravljen. Jajačke su utvrde bile ruševne sve do 1880-ih i austro-ugarske uprave. Tad se izvode nešto veći konzervatorski radovi. Nisu zaobišli ni ovaj kompleks. Veći konzervacijski radovi obavljeni su na citadeli i na tornju sv. Luke.
Crka je korištena do 1832., do požara u kojem je izgorjela, kao i minaret na zvoniku sv. Luke i već preko 180 godina ne služi nikome.
Povjerenstvo za očuvanje nacionalnih spomenika proglasilo je graditeljsku cjelinu crkvu sv. Marije (pretvorenu u Fethiju, odnosno Sultan Sulejmanovu džamiju, 1528. godine) sa zvonikom sv. Luke za nacionalni spomenik BiH.
U blizini su druge jajačke znamenitosti: Medvjed kula, Katakombe, Ženska (Dizdareva) džamija, Sahat kula, Dizdareva kuća, Pećine i rimski sarkofazi. U blizini je gradskih zidina.
2010-ih problem je postalo muslimansko-bošnjačko neutemeljeno svojatanje ove crkve koju svojata Medžlis Islamske zajednice Jajce. Po pravu prvenstva pripada katoličkoj Crkvi jer ju je izgradila katolička zajednica, od koje je oteta i ta institucija koja polaže pravo na crkvu postoji i danas i treba ju dogovorno vratiti. Primjer su molitveni prostori po kojima je Islamska vjerska zajednica dobila molitvene prostore koje je komunistička vlast nacionalizirala. Mejtef je nacionaliziran poslije Drugog svjetskog i pretvoren u područnu osnovnu školu. IZ-u je vraćen 1970-ih. U Jajcu je danas pozitivan primjer tamo gdje su u ovlasti dužnosnici Hrvati. Uz vraćanje mejtefa i uvođenje u posjed tzv. Pavelićeve ili Hadnan džamije 1999. godine hrvatski su primjeri dobre volje.